# Quốc lão Estonia
Quốc lão (tiếng Estonia: riigivanem), đôi khi được dịch là Nguyên thủ quốc gia, là chức danh chính thức của các nguyên thủ quốc gia Estonia từ năm 1920 đến năm 1937. Quốc lão thực hiện một số chức năng nhà nước của tổng thống và thủ tướng như trong hầu hết các nền dân chủ.
Theo Hiến pháp Estonia năm 1920, được thực thi qua Đạo luật Trưng cầu dân ý, Đạo luật Sáng kiến Công dân, và Đạo luật Thi hành Hiến pháp ngày 02 tháng 7 năm 1920, sau khi được Hội nghị Lập hiến thông qua ngày 16 tháng 6 năm 1920 (Công báo ngày 09 tháng 8 năm 1920 Số 113/114), Chính phủ Cộng hòa gồm riigivanem (Quốc lão) và các Bộ trưởng (Mục 58).
Trách nhiệm của Quốc lão là đại diện Cộng hòa Estonia, quản lý và điều phối các hoạt động của Chính phủ Cộng hòa, chủ trì các cuộc họp Chính phủ; Quốc lão có quyền chất vấn các hoạt động của các Bộ trưởng (Mục 62). Chính phủ Cộng hòa bổ nhiệm Phó Quốc lão trong số các thành viên.
Trên thực tế, Quốc lão có ít quyền lực. Hiến pháp năm 1920 mang nặng tính nghị viện, và Quốc lão có thể bị biểu quyết bãi nhiệm vào bất kỳ thời điểm nào. Điều này hạn chế khả năng của Quốc lão trong việc đóng vai trò cân bằng giữa nhánh quyền lực hành pháp và nhánh quyền lực lập pháp.
Với Hiến pháp năm 1934, thiết chế Quốc lão được thay đổi và Quốc lão chỉ tương tương với chức danh tổng thống, trong khi người đứng đầu Chính phủ được bầu riêng. Cuộc đảo chính năm 1934 do Konstantin Päts lãnh đạo khiến thiết chế này không thể được thực hiện bởi Konstantin Päts làm Thủ tướng kiêm Quốc lão cho đến năm 1937.

## Danh sách Quốc lão Estonia, 1920–1934
| Chân dung                                                                                    | Chân dung                                | Tên                                                                          | Nhiệm kỳ                                 | Nhiệm kỳ                                 | Nhiệm kỳ                                 | Đảng chính trị                           | Nội các                                                                            | Riigikogu (Tuyển cử)                     |                                          |
| Chân dung                                                                                    | Chân dung                                | Tên                                                                          | Bắt đầu                                  | Kết thúc                                 | Tại nhiệm                                | Đảng chính trị                           | Nội các                                                                            | Riigikogu (Tuyển cử)                     |                                          |
| Hiến pháp năm 1920 bỏ chức vụ Thủ tướng.                                                     | Hiến pháp năm 1920 bỏ chức vụ Thủ tướng. | Hiến pháp năm 1920 bỏ chức vụ Thủ tướng.                                     | Hiến pháp năm 1920 bỏ chức vụ Thủ tướng. | Hiến pháp năm 1920 bỏ chức vụ Thủ tướng. | Hiến pháp năm 1920 bỏ chức vụ Thủ tướng. | Hiến pháp năm 1920 bỏ chức vụ Thủ tướng. | Hiến pháp năm 1920 bỏ chức vụ Thủ tướng.                                           | Hiến pháp năm 1920 bỏ chức vụ Thủ tướng. | Hiến pháp năm 1920 bỏ chức vụ Thủ tướng. |
| -------------------------------------------------------------------------------------------- | ---------------------------------------- | ---------------------------------------------------------------------------- | ---------------------------------------- | ---------------------------------------- | ---------------------------------------- | ---------------------------------------- | ---------------------------------------------------------------------------------- | ---------------------------------------- | ---------------------------------------- |
| 1                                                                                            |                                          | Ants Piip (1884–1942) Quốc lão thứ nhất                                      | 20 tháng 12 năm 1920                     | 25 tháng 01 năm 1921                     | 92 ngày                                  | Đảng Lao động (ETE)                      | Piip ETE                                                                           | Hội nghị Lập hiến (1919)                 |                                          |
| 1                                                                                            |                                          |                                                                              |                                          |                                          |                                          |                                          |                                                                                    | Hội nghị Lập hiến (1919)                 |                                          |
| 2                                                                                            |                                          | Konstantin Päts (1874–1956) Quốc lão thứ hai                                 | 25 tháng 01 năm 1921                     | 21 tháng 11 năm 1922                     | 666 ngày                                 | Liên hội Nông dân (PK)                   | Päts I PK–ETE–ERE–KRE PK–(ETE)–ERE–KRE PK–ERE–KRE                                  | I (1920)                                 |                                          |
| 2                                                                                            |                                          |                                                                              |                                          |                                          |                                          |                                          |                                                                                    | I (1920)                                 |                                          |
| 3                                                                                            |                                          | Juhan Kukk (1885–1942) Quốc lão thứ ba                                       | 21 tháng 11 năm 1922                     | 2 tháng 8 năm 1923                       | 255 ngày                                 | Đảng Lao động (ETE)                      | Kukk ETE–PK–ERE ETE–PK–(ERE)                                                       | I (1920)                                 |                                          |
| 3                                                                                            |                                          |                                                                              |                                          |                                          |                                          |                                          |                                                                                    | I (1920)                                 |                                          |
| 4                                                                                            |                                          | Konstantin Päts (1874–1956) Quốc lão thứ tư (nhiệm kỳ 2)                     | 2 tháng 8 năm 1923                       | 26 tháng 3 năm 1924                      | 238 ngày                                 | Liên hội Nông dân (PK)                   | Päts II PK–KRE–ERE–ETE PK–KRE–ERE–(ETE) PK–KRE–ERE                                 | II (1923)                                |                                          |
| 4                                                                                            |                                          |                                                                              |                                          |                                          |                                          |                                          |                                                                                    | II (1923)                                |                                          |
| 5                                                                                            |                                          | Friedrich Karl Akel (1871–1941) Quốc lão thứ năm                             | 26 tháng 3 năm 1924                      | 16 tháng 12 năm 1924                     | 266 ngày                                 | Đảng Người Công giáo (KRE)               | Akel KRE–ETE–ERE                                                                   | II (1923)                                |                                          |
| 5                                                                                            |                                          |                                                                              |                                          |                                          |                                          |                                          |                                                                                    | II (1923)                                |                                          |
| 6                                                                                            |                                          | Jüri Jaakson (1870–1942) Quốc lão thứ sáu                                    | 16 tháng 12 năm 1924                     | 15 tháng 12 năm 1925                     | 365 ngày                                 | Đảng Nhân dân (ERE)                      | Jaakson ERE–PK–ESDTP–ETE–KRE ERE–PK–ESTP–ETE–KRE                                   | II (1923)                                |                                          |
| 6                                                                                            |                                          |                                                                              |                                          |                                          |                                          |                                          |                                                                                    | II (1923)                                |                                          |
| 7                                                                                            |                                          | Jaan Teemant (1872–1941?) Quốc lão thứ bảy                                   | 15 tháng 12 năm 1925                     | 23 tháng 7 1926                          | 725 ngày                                 | Liên hội Nông dân (PK)                   | Teemant I PK–ETE–KRE–ARVK PK–ETE–KRE–ARVK–RVP                                      | II (1923)                                |                                          |
| 7                                                                                            | 23 tháng 7 năm 1926                      | Jaan Teemant (1872–1941?) Quốc lão thứ bảy                                   | 04 tháng 3 năm 1927                      | Teemant II PK–ARVK–KRE–ERE–ÜMSL          | 725 ngày                                 | Liên hội Nông dân (PK)                   | III (1926)                                                                         |                                          |                                          |
| 7                                                                                            | 04 tháng 3 năm 1927                      | Jaan Teemant (1872–1941?) Quốc lão thứ bảy                                   | 09 tháng 12 năm 1927                     | Teemant III PK–ARVK–ERE–KRE–ÜMSL         | 725 ngày                                 | Liên hội Nông dân (PK)                   | III (1926)                                                                         |                                          |                                          |
| 7                                                                                            |                                          |                                                                              |                                          |                                          |                                          |                                          | III (1926)                                                                         |                                          |                                          |
| 8                                                                                            |                                          | Jaan Tõnisson (1868–1941?) Quốc lão thứ tám                                  | 09 tháng 12 năm 1927                     | 04 tháng 12 năm 1928                     | 362 ngày                                 | Đảng Nhân dân (ERE)                      | III (1926)                                                                         | Tõnisson III ERE–PK–ARVK–ETE             |                                          |
| 8                                                                                            |                                          |                                                                              |                                          |                                          |                                          |                                          | III (1926)                                                                         |                                          |                                          |
| 9                                                                                            |                                          | August Rei (1886–1963) Quốc lão thứ chín                                     | 04 tháng 12 năm 1928                     | 09 tháng 7 năm 1929                      | 218 ngày                                 | Đảng Công nhân Xã hội chủ nghĩa (ESTP)   | III (1926)                                                                         | Rei ESTP–ARVK–ETE–KRE                    |                                          |
| 9                                                                                            |                                          |                                                                              |                                          |                                          |                                          |                                          | III (1926)                                                                         |                                          |                                          |
| 10                                                                                           |                                          | Otto August Strandman (1875–1941) Quốc lão thứ mười                          | 09 tháng 7 năm 1929                      | 12 tháng 02 năm 1931                     | 584 ngày                                 | Đảng Lao động (ETE)                      | Strandman II ETE–ARVK–PK–KRE–ERE                                                   | IV (1929)                                |                                          |
| 10                                                                                           |                                          |                                                                              |                                          |                                          |                                          |                                          |                                                                                    | IV (1929)                                |                                          |
| 11                                                                                           |                                          | Konstantin Päts (1874–1956) Quốc lão thứ mười một (nhiệm kỳ 3)               | 12 tháng 02 năm 1931                     | 19 tháng 02 năm 1932                     | 373 ngày                                 | Liên hội Nông dân (PK)                   | Päts III PK–ERE–ESTP PK–ERE/(KRE)–ESTP PK/(PAVK)–ERE/(KRE)–ESTP PK/(PAVK)–RKE–ESTP | IV (1929)                                |                                          |
| 11                                                                                           |                                          |                                                                              |                                          |                                          |                                          |                                          |                                                                                    | IV (1929)                                |                                          |
| 12                                                                                           |                                          | Jaan Teemant (1872–1941?) Quốc lão thứ mười hai (nhiệm kỳ 2)                 | 19 tháng 02 năm 1932                     | 19 tháng 7 năm 1932                      | 152 ngày                                 | Liên hội Nông dân (PK)                   | Teemant IV PK/PAVK–RKE ÜPE–RKE                                                     | IV (1929)                                |                                          |
| 12                                                                                           | Đảng Nông dân Thống nhất (ÜPE)           | Jaan Teemant (1872–1941?) Quốc lão thứ mười hai (nhiệm kỳ 2)                 | 19 tháng 02 năm 1932                     | 19 tháng 7 năm 1932                      | 152 ngày                                 |                                          | Teemant IV PK/PAVK–RKE ÜPE–RKE                                                     | IV (1929)                                |                                          |
| 12                                                                                           |                                          |                                                                              |                                          |                                          |                                          |                                          |                                                                                    | IV (1929)                                |                                          |
| 13                                                                                           |                                          | Karl August Einbund (sau là Kaarel Eenpalu) (1888–1942) Quốc lão thứ mười ba | 19 tháng 7 năm 1932                      | 01 tháng 11 năm 1932                     | 106 ngày                                 | Đảng Nông dân Thống nhất (ÜPE)           | Einbund I ÜPE–RKE                                                                  | V (1932)                                 |                                          |
| 13                                                                                           |                                          |                                                                              |                                          |                                          |                                          |                                          |                                                                                    | V (1932)                                 |                                          |
| 14                                                                                           |                                          | Konstantin Päts (1874–1956) Quốc lão thứ mười bốn (nhiệm kỳ 4)               | 01 tháng 11 năm 1932                     | 18 tháng 5 năm 1933                      | 199 ngày                                 | Đảng Nông dân Thống nhất (ÜPE)           | Päts IV ÜPE–RKE–ESTP                                                               | V (1932)                                 |                                          |
| 14                                                                                           |                                          |                                                                              |                                          |                                          |                                          |                                          |                                                                                    | V (1932)                                 |                                          |
| 15                                                                                           |                                          | Jaan Tõnisson (1868–1941?) Quốc lão thứ mười lăm (nhiệm kỳ 2)                | 18 tháng 5 năm 1933                      | 21 tháng 10 năm 1933                     | 157 ngày                                 | Đảng Trung tâm Quốc gia (RKE)            | Tõnisson IV RKE–ÜPE                                                                | V (1932)                                 |                                          |
| 15                                                                                           |                                          |                                                                              |                                          |                                          |                                          |                                          |                                                                                    | V (1932)                                 |                                          |
| 16                                                                                           |                                          | Konstantin Päts (1874–1956) Quốc lão thứ mười sáu (nhiệm kỳ 5)               | 21 tháng 10 năm 1933                     | 24 tháng 01 năm 1934                     | 1.647 ngày                               | Liên hội Nông dân (PK)                   | Päts V Liên minh phi đảng phái                                                     | V (1932)                                 |                                          |
| 16                                                                                           |                                          |                                                                              |                                          |                                          |                                          |                                          | Päts V Liên minh phi đảng phái                                                     | V (1932)                                 |                                          |
| Hiến pháp năm 1934 chia thiết chế Quốc lão thành hai thiết chế mới là Quốc lão và Thủ tướng. |                                          |                                                                              |                                          |                                          |                                          |                                          |                                                                                    |                                          |                                          |

## Quyền Quốc lão Cộng hòa Estonia, 1934–1937
| Chân dung | Chân dung                                                                                    | Tên                                                                                          | Nhiệm kỳ                                                                                     | Nhiệm kỳ                                                                                     | Nhiệm kỳ                                                                                     | Đảng chính trị                                                                               | Nội các                                                                                      | Riigikogu (Tuyển cử)                                                                         | Đứng đầu Chính phủ                                                                           |
| Chân dung | Chân dung                                                                                    | Tên                                                                                          | Bắt đầu                                                                                      | Kết thúc                                                                                     | Tại nhiệm                                                                                    | Đảng chính trị                                                                               | Nội các                                                                                      | Riigikogu (Tuyển cử)                                                                         | Đứng đầu Chính phủ                                                                           |
| Hiến pháp năm 1934 chia thiết chế Quốc lão thành hai thiết chế mới là Quốc lão và Thủ tướng.                  | Hiến pháp năm 1934 chia thiết chế Quốc lão thành hai thiết chế mới là Quốc lão và Thủ tướng. | Hiến pháp năm 1934 chia thiết chế Quốc lão thành hai thiết chế mới là Quốc lão và Thủ tướng. | Hiến pháp năm 1934 chia thiết chế Quốc lão thành hai thiết chế mới là Quốc lão và Thủ tướng. | Hiến pháp năm 1934 chia thiết chế Quốc lão thành hai thiết chế mới là Quốc lão và Thủ tướng. | Hiến pháp năm 1934 chia thiết chế Quốc lão thành hai thiết chế mới là Quốc lão và Thủ tướng. | Hiến pháp năm 1934 chia thiết chế Quốc lão thành hai thiết chế mới là Quốc lão và Thủ tướng. | Hiến pháp năm 1934 chia thiết chế Quốc lão thành hai thiết chế mới là Quốc lão và Thủ tướng. | Hiến pháp năm 1934 chia thiết chế Quốc lão thành hai thiết chế mới là Quốc lão và Thủ tướng. | Hiến pháp năm 1934 chia thiết chế Quốc lão thành hai thiết chế mới là Quốc lão và Thủ tướng. |
| --- | -------------------------------------------------------------------------------------------- | -------------------------------------------------------------------------------------------- | -------------------------------------------------------------------------------------------- | -------------------------------------------------------------------------------------------- | -------------------------------------------------------------------------------------------- | -------------------------------------------------------------------------------------------- | -------------------------------------------------------------------------------------------- | -------------------------------------------------------------------------------------------- | -------------------------------------------------------------------------------------------- |
| — |                                                                                              | Konstantin Päts (1874–1956) Thủ tướng thứ sáu (kiêm Quốc lão)                                | 24 tháng 01 năm 1934                                                                         | 03 tháng 9 năm 1937                                                                          | 1.319 ngày                                                                                   | Liên hội Nông dân (PK)                                                                       | Päts V Liên minh phi đảng phái                                                               | V (1932)                                                                                     | Thủ tướng kiêm Quốc lão Konstantin Päts                                                      |
| — | Không                                                                                        | Konstantin Päts (1874–1956) Thủ tướng thứ sáu (kiêm Quốc lão)                                | 24 tháng 01 năm 1934                                                                         | 03 tháng 9 năm 1937                                                                          | 1.319 ngày                                                                                   | Nghị viện bị giải tán                                                                        | Päts V Liên minh phi đảng phái                                                               |                                                                                              | Thủ tướng kiêm Quốc lão Konstantin Päts                                                      |
| — |                                                                                              |                                                                                              |                                                                                              |                                                                                              |                                                                                              |                                                                                              |                                                                                              |                                                                                              |                                                                                              |
| Đạo luật sửa Hiến pháp năm 1938 tạm thời hợp nhất thiết chế Quốc lão và Thủ tướng thành Tổng thống tạm quyền. |                                                                                              |                                                                                              |                                                                                              |                                                                                              |                                                                                              |                                                                                              |                                                                                              |                                                                                              |                                                                                              |